# Drenje (Raša)
Drenje je naselje u Republici Hrvatskoj, u sastavu Općine Raša, Istarska županija. 

## Stanovništvo
Prema popisu stanovništva iz 2001. godine, naselje je imalo 41 stanovnika te 20 obiteljskih kućanstava.
| broj stanovnika |       |       | 107   | 124   | 120   | 168   |       |       | 167   | 167   | 131   | 102   | 75    | 57    | 41    | 45    | 49    |
|                 | 1857. | 1869. | 1880. | 1890. | 1900. | 1910. | 1921. | 1931. | 1948. | 1953. | 1961. | 1971. | 1981. | 1991. | 2001. | 2011. | 2021. |

## Znamenitosti
Barokna crkva sv. Nikole uz koju je smješteno groblje. Na pročelju je preslica sa zvonom. Ima i zidani oltar s retablom i drvenim kipom sv. Nikole. Crkva je obnovljena 1996. godine.